# فانکترونیکا
فانکترونیکا (به انگلیسی: Funktronica) یک سبک موسیقی است که از درهم آمیختگی الکترونیکا و فانک مشتق شده‌است. اگرچه بسیاری از هنرمندان این سبک، از عناصر جاز، سول و آراندبی معاصر بیشتر نسبت به قبل استفاده می‌کنند. فانکترونیکا در حوالی سال ۲۰۰۳ به عرصه دیگری انشعاب پیدا کرد، هنگامی که الکتروکلش به باشگاه‌های شبانه اروپایی به شدت نفوذ کرده بود. این سبک نیز همانند اجداد سبکی خود در ایالات متحده آمریکا، استرالیا و کانادا به‌طور برجسته‌تری شناخته شده بود، اگرچه برخی از خوانندگان بریتانیای مانند لاروکس، که سهمی در احیای سینث‌پاپ در دههٔ ۲۰۰۰ میلادی داشتند، برجستگی نسبی و حیات کم‌تحرک این سبک را حفظ نمودند.